# Robert Nelson Jacobs

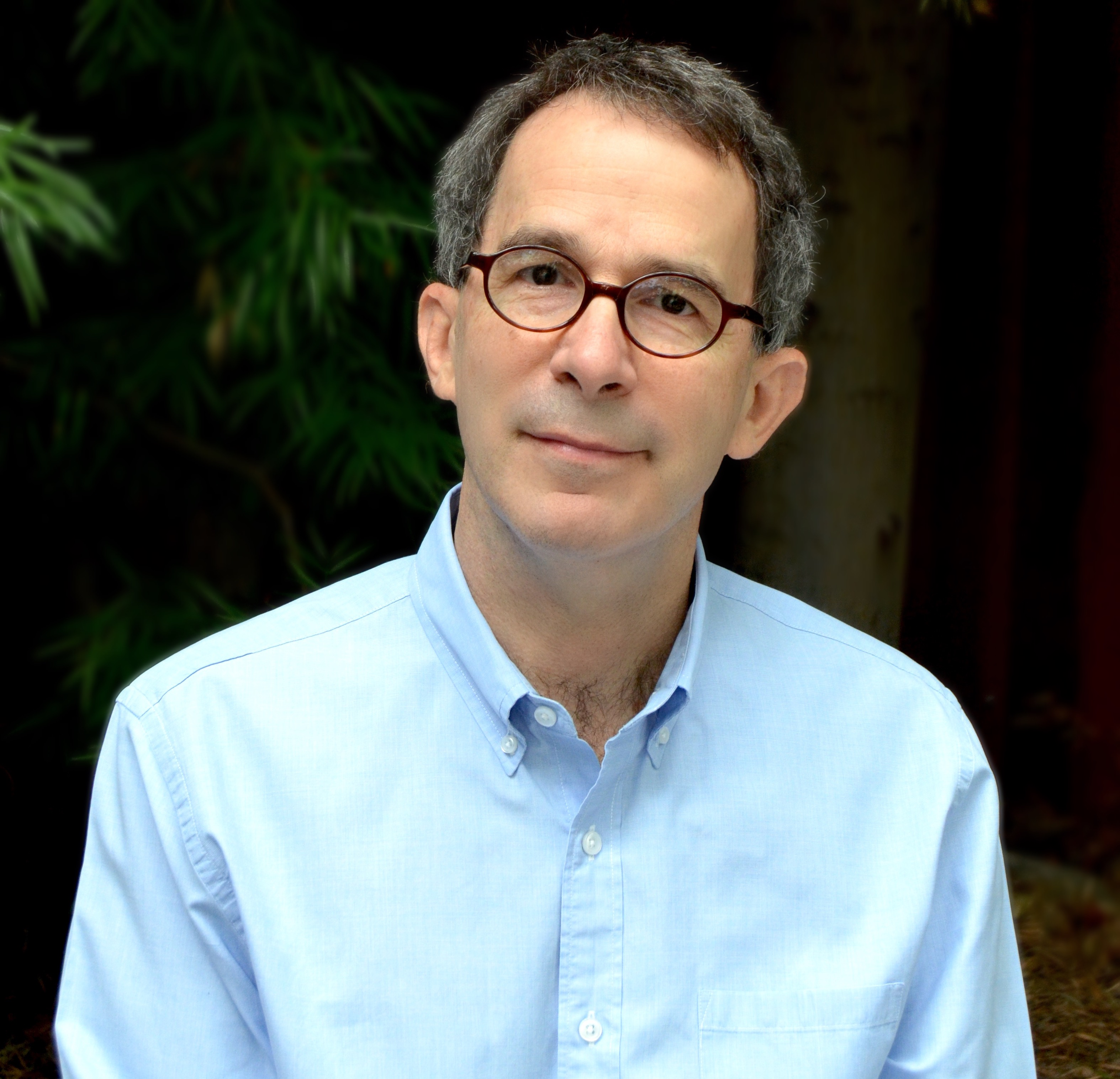
Robert Nelson Jacobs (2015)

Robert Nelson Jacobs (* 24. Februar 1954) ist ein US-amerikanischer Drehbuchautor, der sich darauf spezialisiert hat, literarische Werke zu Filmdrehbüchern zu adaptieren.

## Leben
Robert Nelson Jacobs wuchs als Sohn von Harold und Merle Jacobs mit seinem Bruder Larry Jacobs in Stroudsburg, Monroe County, Pennsylvania auf. Bereits früh kam er mit dem Schreiben und dem Film in Berührung. So entdeckte er seine Liebe zum Film im Stroudsburg's Sherman Theater, welches sich direkt neben dem Bekleidungsgeschäft seiner Eltern befand, und im The Grand in East Stroudsburg. Jacobs begann bereits in der sechsten Klasse, als er die Ramsey Elementary School besuchte, mit dem Schreiben und nahm später mit seinen Science-Fiction-Geschichten an Schreibwettbewerben teil. Während seiner Zeit an der Stroudsburg High School wurde er Redakteur der Schülerzeitung The Mountaineer. Durch diese Arbeit konnte er beim Wechsel von der Junior High zur Senior High School kurzzeitig als Schreiber bei der lokalen Tageszeitung Pocono Record arbeiten. Nach seinem High-School-Abschluss 1972 ging er zur Yale University, wo er nicht nur in Theaterstücken mitspielte, sondern auch eigene schrieb. So wurde sein Einakter The Great Neck Escape or My Goethe Is Killing Me, bei der Jacobs Goethes Faust als Komödie nach Long Island brachte, von der Yale School of Drama aufgeführt. Nach seinem Abschluss mit Auszeichnung, darunter dem Curtis Literary Prize, in Englisch, besuchte er den Iowa Writers’ Workshop, welchen er mit einem Master of Fine Arts abschloss.
Nachdem er einige Kurzgeschichten veröffentlichte, zog er Anfang der 80er nach Los Angeles, um Drehbücher schreiben zu können. Doch er verdiente kaum Geld, sodass er vor allen Dingen von der Unterstützung seiner Eltern und seiner Ehefrau lebte. Zwischenzeitlich versuchte er mit einem Schreibpartner Scripts zu verkaufen, was ihm mehr oder minder gelang, obwohl nichts davon produziert wurde. Und nachdem er einige Jobs hatte, ergatterte er eine Einstellung als Dramaturg einer Filmproduktionsgesellschaft, in der er als Assistent die Drehbücher aussortieren sollte, die nicht entsprechende Qualität hatten. Dadurch las er etwa drei bis vier Drehbücher pro Woche und sah, was ein gutes Drehbuch ausmachen würde und was nicht. Nach etwa einem Jahr verließ er die Stelle wieder und konnte sein eigenes Script Worlds Apart verkaufen. In dieser Science-Fiction-Geschichte ging es um eine Frau, die ihre große College-Liebe verliert und in ein Paralleluniversum gerät, wo sie mit dem Mann verheiratet ist und eine Familie groß zieht. Obwohl das Buch nie verfilmt wurde, erschien acht Jahre später mit Family Man, einer Komödie mit Nicolas Cage und Téa Leoni in den Hauptrollen, ein auffallend ähnlicher Film. Allerdings brachte der Verkauf Jacobs die nötige Aufmerksamkeit, um als Drehbuchautor bereits ab 1994 für Tango gefällig? arbeiten zu dürfen.
Durch diesen Erfolg wurde Jacobs von dem schwedischen Regisseur Lasse Hallström für die jeweiligen Adaptionen von Chocolat – Ein kleiner Biss genügt und Schiffsmeldungen engagiert. Für die Arbeit an Chocolat wurde Jacobs für unterschiedliche Filmpreise nominiert, darunter dem Oscar und dem BAFTA-Film-Award. Die Arbeit war dabei so erfolgreich, dass Jacobs seit 2002 für Hallström den Roman A Conspiracy of Paper (deutsch:Die Papier-Verschwörung) von David Liss als Drehbuch adaptierte.
Jacobs lernte seine Frau Hilary Nelson 1983 während einer Hochzeit kennen und heiratete sie 1985, wonach er ihren Nachnamen als eigenen Mittelnamen übernahm. Mit ihr und den beiden gemeinsamen Kindern lebte er Jahrzehntelang in La Cañada Flintridge. Erst als sich der Erfolg nachhaltig einstellte, zog er mit seiner Frau nach Pasadena, Kalifornien.

## Filmografie (Auswahl)
- 1997: Tango gefällig? (Out to Sea)
- 2000: Chocolat – Ein kleiner Biss genügt (Chocolat)
- 2000: Dinosaurier (Dinosaur)
- 2001: Schiffsmeldungen (The Shipping News)
- 2006: Flutsch und weg (Flushed Away)
- 2007: Mein Freund, der Wasserdrache (The Water Horse: Legend of the Deep)
- 2010: Ausnahmesituation (Extraordinary Measures)

## Auszeichnungen
- Oscar 2001: Bestes adaptiertes Drehbuch – Chocolat – Ein kleiner Biss genügt (nominiert)
- BAFTA Film Award 2001: Bestes adaptiertes Drehbuch – Chocolat – Ein kleiner Biss genügt (nominiert)

## Werke
- The Great Neck Escape or My Goethe Is Killing Me, Theaterstück